# Synecdoche flavicosta
Synecdoche flavicosta är en insektsart som beskrevs av O'brien 1971. Synecdoche flavicosta ingår i släktet Synecdoche och familjen vedstritar. Inga underarter finns listade i Catalogue of Life.